# Paolo Pellegrin
Paolo Pellegrin (nacido en Roma, Italia, 1964) es un fotógrafo italiano.

## Biografía
Paolo Pellegrin estudió en el Instituto de Fotografía en Roma. Después empezó a trabajar como fotoperiodista internacional para distintas publicaciones. Entró en la agencia Magnum en 2001 y se convirtió en miembro en 2005.
Actualmente trabaja para la revista Newsweek y vive entre Roma y Nueva York.

## Exposiciones
Ha realizado numerosas exposiciones individuales y en grupo. Por ejemplo:

### Exposiciones individuales
- Broken Lansdscape, Museo di Roma in Trastevere 31.05. - 09.09.2007
- Traces of War, Malmö Museer 19.11.05 - 19.02.2006
- The War of Desires, Casa de la Fotografía, Moscú
- Israel and Palestine, en el Bildens Hus fotomuseet Sundsvall 10.09. - 11.09.2004

### Exposiciones colectivas
- Apocalypse: Contemporary visions en la Candace Dwan Gallery, Nueva York 30.05. - 27.07.2007
- FotoGrafia. Festival Internazionale di Roma, en Zone Attive s.r.l. 06.04. - 03.06.2007
- Turkey by Magnum, en Estambul Modern 15.02. - 20.05.2007

## Premios
Ha recibido el premio W. Eugene Smith en 2006 y el premio World Press Photo en nueve oportunidades.

### 2007
- Premio Nacional Antonio Russo por War Reportage
- Premio internacional de fotoperiodismo "Ciudad of Gijón"
- Leica European Publishers Award for Photography
- Premio Medalla de Oro Robert Capa.
- World Press Photo, primer premio en Noticias Generales

### 2006
- World Press Photo, primer premio en Retratos.
- World Press Photo, Tercer premio en Arte y Entretenimiento.

### 2005
- World Press Photo, Segundo Premio en Noticias Generales.

### 2004
- Olivier Rebbot Award (Overseas Press Club), EE. UU.

### 2003
- Premio Pesaresi.

### 2002
- World Press Photo, Primer premio en Noticias Generales.

### 2001
- Leica Medal of Excellence.

### 2000
- Hasselblad Foundation Grant for Photography
- World Press Photo, Primer premio en Gente en las noticias

### 1998
- World Press Photo, Tercer premio en Retratos

## Libros de fotografía publicados en español
- As I was dying (Lunwerg editores, 2007, ISBN 9788497854184)

- Datos: Q727412
- Multimedia: Paolo Pellegrin / Q727412